# Хаттусили III
Хаттусили III — царь Хеттского царства («Великий царь, царь страны Хатти»), правил приблизительно в 1275—1250 годах до н. э. Сын Мурсили II, младший брат Муваталли. Хаттусили был женат на дочери жреца в столице Киццувадны хурритке Пудухепе. Правил около 25 лет.

## Восхождение на престол
В Богазкейском архиве сохранилось составленное им жизнеописание, в котором он изложил свой жизненный путь от немощного мальчика — «конюшего» (придворный титул) до царя. Будучи правителем Верхней Страны, Пала, Туманна и ряда других областей, Хаттусили, в то время как его царственный брат находился в Таттассе, стал фактически неограниченным господином в северо-западных районах Хеттской империи. Наиболее важным его достижением в то время было то, что он отвоевал у каска священный город Нерик, где и числился жрецом. Часть замирённых им каска он сплотил вокруг себя и между прочим выступал во главе их в битве при Кадеше. Его резиденцией был город Хакмис, куда был сослан опальный царь Амурру Бентешина. Справедливо полагая, что тот ему впоследствии пригодится, Хаттусили обласкал Бентешину и даже женил своего сына Нериккаили на дочери Бентешины, а свою дочь Гассулиявию отдал в жёны самому Бентешине. Впоследствии, став царём, Хаттусили возвратил его на трон Амурру. Муваталли одно время опасался Хаттусили, но тот сумел оправдаться. Свои честолюбивые замыслы он высказал лишь при его сыне Урхи-Тешшубе. Опираясь на верные ему племена каска, Хаттусили поднял против Урхи-Тешшуба восстание, сверг его с престола и сослал в ссылку в Нухашше.

## Хеттское царство наращивает свою мощь

Оттиск царской печати Хаттусили III

При Хаттусили была восстановлена мощь Хеттского царства. Он вновь вернул столицу в Хаттусу, которая была, по-видимому, полностью разорена племенами касков, когда его брат Муваталли находился на юге. Город был заново отстроен, архивы переписаны. В начале царствования у Хаттусили возникли трения с Египтом, и союзник хеттов царь Вавилона Кадашман-Тургу обещал Хаттусили даже военную помощь в случае войны. После смерти Кадашман-Тургу (ок. 1274 год до н. э.) отношения с Вавилоном временно ухудшились, так как там при малолетнем сыне Кадашман-Тургу Кадашман-Эллиле II всю реальную власть захватил его визирь Итти-Мардук-балату, настроенный против союза с хеттами. Имеется письмо Хаттусили к молодому Кадашман-Эллилю в котором он жалуется, что с момента восшествия на престол тот перестал посылать своих послов в Хеттское царство. Видимо, к этому приложил руку и изгнанный Урхи-Тешшуб, так как в одном тексте говорится, что за время пребывания в Нухашше Урхи-Тешшуб завёл интригу с Вавилоном. Но впоследствии отношения хеттов с Вавилоном наладились.

## Отношения с Ассирией
Наибольшую опасность для Хеттского царства в это время представляла Ассирия. Ассирийский царь Салманасар I углубился в области Армянского нагорья, угрожая хеттским владениям со стороны Верхнеевфратской долины. Хаттусили пытался поддержать митаннийского царя Шаттуару II в его борьбе против Ассирии. Полный разгром Митанни Салманасаром и его продвижение к Каркемишу ускорили заключение мирного договора между хеттами и египтянами (ок. 1270 год до н. э.), а также возобновление союза хеттов с Вавилоном. По совету Хаттусили Кадашман-Эллиль II даже вторгся в Ассирию, но потерпел поражение.

## Политические браки с египетским фараоном
Мирный договор с Египтом был скреплён браком между дочерью Хаттусили, получившей египетское имя Маатхорнефрура, и фараоном Рамсесом II (на 33 год его правления). Она выехала из Хаттусы в сопровождении матери и караванов приданого в конце 1246 года до н. э. и прибыла в Пер-Рамсес в феврале 1245 года.
Позже ещё одна хеттская царевна была послана в гарем старому фараону с богатейшими дарами: табунами лошадей и стадами скота из военной добычи, захваченной у племен каска, в Арцаве и других местах.

## Положение на западе страны
Небольшой фрагмент — всё, что сохранилось от анналов Хаттусили, — говорит о том, что на западе страны положение было не таким благополучным. Вероятно, пришлось совершить какие-то военные операции против старого врага — царства Арцава. Также Хаттусили воевал со страной Лукка, а «Страна Реки Сеха», по всей видимости, всё это время оставалась под властью хеттов. Под конец царствования Хаттусили царь Аххиявы лично вступил, возможно, с враждебными намерениями, на территорию одного хеттского вассального царства. К сожалению, подробности всех этих событий нам неизвестны.